# Hörnässjön
Hörnässjön är en sjö i Kramfors kommun i Ångermanland och ingår i Ångermanälven-Gådeåns kustområde. Sjön har en area på 0,406 kvadratkilometer och ligger 238,3 meter över havet.

## Delavrinningsområde
Hörnässjön ingår i det delavrinningsområde (697534-159162) som SMHI kallar för Utloppet av Hörnässjön. Medelhöjden är 276 meter över havet och ytan är 3,93 kvadratkilometer. Det finns inga avrinningsområden uppströms utan avrinningsområdet är högsta punkten. Vattendraget som avvattnar avrinningsområdet har biflödesordning 3, vilket innebär att vattnet flödar genom totalt 3 vattendrag innan det når havet efter 24 kilometer. Avrinningsområdet består mestadels av skog (86 procent). Avrinningsområdet har 0,41 kvadratkilometer vattenytor vilket ger det en sjöprocent på 10,3 procent.